# また、あなたとブッククラブで
『また、あなたとブッククラブで』（Book Club）は2018年のアメリカ合衆国のコメディ映画。ビル・ホールダーマン監督のデビュー作で、出演はダイアン・キートンとジェーン・フォンダなど。1冊の本をきっかけに色づき始めた4人の女性の恋と悩みと友情を描いた人間ドラマ。

## ストーリー
4人の女性は毎月の読書会を楽しみにしていた。
ダイアン - 最近夫を亡くし、娘たちからは一人暮らしやめて近くに住むよう提案されている。
ヴィヴィアン - ホテルを所有している。40年前にプロポーズを断ったアーサーという男性に出くわす。
シャロン - 18年以上前に離婚して以来、独身の連邦判事。
キャロル - 引退した夫ブルースと、最近親密さを欠いている。
4人は文学史上に残る名作を次々と読み進めていったが、「たまには趣向を変えてみよう」ということで『フィフティ・シェイズ・オブ・グレイ』を読むことになった。ごく普通の人生を送ってきた4人にとって、マミーポルノとして名高い同作は極めて刺激的なものであった。それに触発された4人は単調な自分の人生を変えるべく、新たな一歩を踏み出していく。

## キャスト
- ダイアン: ダイアン・キートン
- ヴィヴィアン: ジェーン・フォンダ
- シャロン: キャンディス・バーゲン
- キャロル: メアリー・スティーンバージェン
- ミッチェル: アンディ・ガルシア
- アーサー: ドン・ジョンソン
- ジョージ: リチャード・ドレイファス
- ブルース: クレイグ・T・ネルソン
- ジル: アリシア・シルヴァーストーン
- エイドリアン: ケイティ・アセルトン
- デレク: ウォーレス・ショーン
- スコット: トミー・デューイ（英語版）
- トム: エド・ベグリー・ジュニア
- シェリル: マーセア・モンロー（英語版）
- 近所の人: E・L・ジェイムズ
- 近所の人: ナイオール・レナード

## 製作
2017年5月、ビル・ホールダーマン監督の新作コメディ映画にダイアン・キートン、ジェーン・フォンダ、キャンディス・バーゲンが出演することになったと報じられた。7月、メアリー・スティーンバージェンが本作に出演するとの報道があった。8月9日、アンディ・ガルシアの出演が決まった。15日、ドン・ジョンソン、リチャード・ドレイファス、クレイグ・T・ネルソンがキャスト入りした。21日、ケイティ・アセルトン、トミー・デューイ、アリシア・シルヴァーストーンの出演が決まったと報じられた。本作の主要撮影は同月中に始まった。2018年3月2日、ピーター・ナシェルが本作で使用される楽曲を手掛けるとの報道があった。

## 公開・興行収入
2017年11月、パラマウント・ピクチャーズが本作の全米配給権を獲得したと発表した。2018年3月2日、本作のオフィシャル・トレイラーが公開された。
本作は『デッドプール2』及び『Show Dogs』と同じ週に封切られ、公開初週末に1000万ドル前後を稼ぎ出すと予想されていたが、実際の数字はそれを上回るものとなった。2018年5月18日、本作は全米2781館で公開され、公開初週末に1358万ドルを稼ぎ出し、週末興行収入ランキング初登場3位となった。

## 評価
本作に対する批評家の評価は平凡なものに留まっている。映画批評集積サイトのRotten Tomatoesには85件のレビューがあり、批評家支持率は59%、平均点は10点満点で5.2点となっている。サイト側による批評家の見解の要約は「『また、あなたとブッククラブで』にはキャスティングされた名優たちに匹敵する水準のシーンはあるが、ずっとその水準を維持しているわけではない。幸運なことに、彼/彼女らは平凡な題材に命を吹き込む以上の存在である。」となっている。また、Metacriticには33件のレビューがあり、加重平均値は52/100となっている。なお、本作のCinemaScoreはA-となっている。

## 関連
- セドナ